# 安提頓號飛彈巡洋艦
安提頓號飛彈巡洋艦（USS Antietam (CG-54)）是美國海軍的一艘提康德羅加級飛彈巡洋艦。该舰于1986年2月14日下水，1987年6月6日入役，隶属美國太平洋艦隊，母港为橫須賀海軍設施。为美国海军继1864年单桅帆船和安提頓號航空母艦（CV-36）后，第三艘以安提頓戰役命名的舰艇。

## 舰徽
舰徽中的三叉戟象征海权。环绕着的断裂的铁链象征着安提頓戰役的成果——《解放奴隸宣言》。两颗星表示先前安提頓號航空母艦获得的两颗战斗之星。上面的石拱桥为安提頓戰役中标志性地点——伯恩赛德桥。

## 服役历史
1988年9月，该舰进行了首次部署，前往阿拉伯湾进行科威特油轮护航行动。
1990年，因伊拉克入侵科威特，其于8月6日进入阿拉伯湾，在沙漠之盾行动初期担任中东舰队的防空指挥。
2017年1月31日，该舰在横须贺基地附近的东京湾搁浅，造成液压油泄露。
2018年10月22日，该舰與柯蒂斯·威爾伯號驅逐艦一起穿越台灣海峽。2019年7月24-25日，再次穿越台灣海峽。2019年9月19-20日，第三次穿越台灣海峽。2022年南西·裴洛西訪問台灣後，與钱斯勒斯维尔号导弹巡洋舰於8月28日一起穿越台灣海峽。